# Salma Baccar
Salma Baccar o Selma Baccar (Tunisi, 15 dicembre 1945) è una regista produttrice e politica tunisina, considerata la prima donna a realizzare un lungometraggio di primo piano a Tunisi. Salma Baccar è nota per aver creato manifesti attraverso i suoi film, incentrati sui diritti delle donne in Tunisia.

## Biografia

### Primi anni
Salma Baccar è nata il 15 dicembre 1945 a Tunisi. La sua famiglia si trasferì a Hammam-Lif quando aveva sette anni. È stata cresciuta dai suoi genitori come musulmana e ha fatto il pellegrinaggio alla Mecca con la sua famiglia due volte; tuttavia, Baccar si identifica come agnostica. Ha iniziato a studiare psicologia dal 1966 al 1968 a Losanna, in Svizzera. Dopo 2 anni si è trasferita per studiare cinema a Parigi presso l'Institut Francais de Cinema. In seguito è divenuta componente della Federazione tunisina di registi dilettanti, dove ha lavorato come assistente alla regia per una serie televisiva tunisina.

### Carriera
All'età di 21 anni, nel 1966, Salma Baccar ha iniziato a realizzare dei cortometraggi, insieme ad altre donne del club di cinema amatoriale di Hammam-Lif. I suoi film riguardano questioni e diritti delle donne in Tunisia. Il suo primo cortometraggio, realizzato nel 1966, era un film in bianco e nero chiamato L'Eveil che affronta la liberazione delle donne in Tunisia; il film ha ricevuto in seguito dei riconoscimenti. Nel 1975 Salma Baccar ha diretto il suo primo lungometraggio intitolato Fatma 75, considerato un "film pionieristico" in Tunisia. Questo è stato il primo lungometraggio diretto da una donna. Fatma 75, "un film di saggistica femminista sui ruoli delle donne in Tunisia", utilizza lo stile didattico per affrontare il femminismo in Tunisia. Il film è stato bandito per diversi anni, a causa di problemi di censura in più scene da parte dal Ministero dell'informazione tunisino, e non è stato possibile vederlo nei cinema commerciali. Il suo secondo lungometraggio, Habiba M'sika(1994), era un film biografico di una nota cantante e ballerina tunisina, Marguerite Habiba Msika. Flowers of Oblivion racconta la storia di Zakia, un dipendente da oppio in un ospedale psichiatrico della Tunisia sotto il Governo di Vichy negli anni '40. Salma Baccar insieme a Intermedia Productionsal e al fianco di altri registi di rilievo, è proprietaria della sua società di produzione impegnata nella realizzazione di film e pubblicità. Baccar ha prodotto anche numerosi cortometraggi.
L'attivismo di Salma Baccar per i diritti delle donne tunisine l'ha portata ad una carriera politica attiva, diventando membro del partito politico Al Massar. Nell'ottobre 2011, è stata eletta membro dell'Assemblea costituente e nel 2014, è diventata presidente del gruppo parlamentare dei Democratici in Tunisia, diventando "la prima e unica donna a presiedere un blocco parlamentare".

## Filmografia

### Regista
- Fatma 75 (1976)
- Habiba Msika (1994)
- Khochkhach (2006)
- El Jaida (2017)

### Produttrice
- Il bambino della luna (El niño de la luna), regia di Agustí Villaronga (1989)
- La Citerne, regia di Lassaad Oueslati - cortometraggio (2006)
- Baydha (Tabou), regia di Meriem Riveill - cortometraggio (2010)
- Peluche, regia di Chiraz Bouzidi - cortometraggio (2016)

## Riconoscimenti
- Premio ai festival cinematografici di Kelibia e Sfax per L'Eveil (1968)
- Medaglia d'oro al Mannhiem Film Festival per Fatma 75 (1979)[3]

## Onorificenze
- Cavaliere dell'Ordine nazionale al merito della Tunisia (2014)
- Ufficiale dell'Ordine della Repubblica di Tunisia (2015)